# John Pyper-Ferguson

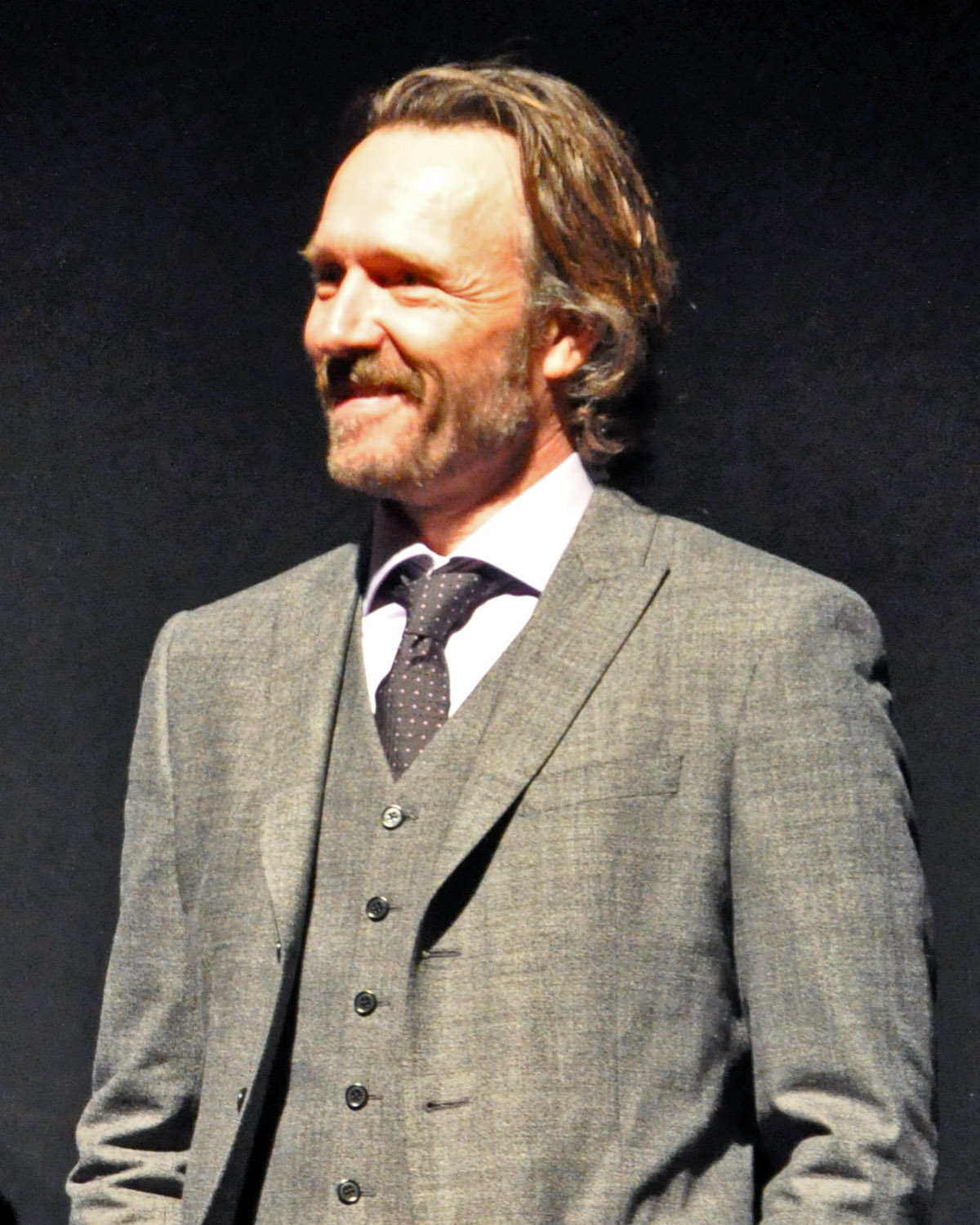
John Pyper-Ferguson, 2010

John Pyper-Ferguson (* 27. Februar 1964 in Mordialloc, Victoria) ist ein australischer Schauspieler.

## Leben
John Pyper-Ferguson kam 1964 als Sohn von Rich und Kathleen Ferguson in Mordialloc zur Welt. Später besuchte er die University of Alberta, wo er seine Schauspielausbildung mit dem Bachelor abschloss. Nach seinem Fernsehdebüt in der australischen Fernsehserie Hamilton’s Quest zog er nach Hollywood. 1987 erhielt er dort seine erste Spielfilmrolle im Horrorfilm Mary Lou. Es folgten Nebenrollen unter anderem in Pin, Ein Vogel auf dem Drahtseil und Stay Tuned, erfolgreicher war er jedoch als viel beschäftigter Fernsehschauspieler.
Neben zahlreichen Gastauftritten in US-amerikanischen Fernsehserien spielte er eine der Hauptrollen in der Westernserie Die Abenteuer des Brisco County jr. Wiederkehrende Gastrollen hatte Pyper-Ferguson unter anderem als Top Dollar in The Crow – Die Serie, Sims in Jeremiah – Krieger des Donners, Joseph „Joe“ Whedon in Brothers & Sisters, Tomas Vergis in Caprica sowie Stanton Parish in Alphas. Größere Filmrollen hatte er in den B-Movies The Foreigner: Black Dawn neben Steven Seagal und Born to Race an der Seite von Joseph Cross. Seit 2014 gehört Pyper-Ferguson als Tex zur Nebenbesetzung der Endzeit-Serie The Last Ship. Seit 2015 ist er in einer Nebenrolle in der Serie Suits zu sehen.

## Filmografie (Auswahl)

### Filme
- 1987: Mary Lou (Hello Mary Lou: Prom Night II)
- 1988: Pin (Pin …)
- 1990: Ein Vogel auf dem Drahtseil (Bird on a Wire)
- 1992: Erbarmungslos (Unforgiven)
- 1992: Stay Tuned
- 1993: Böse Schatten (Love, Cheat & Steal)
- 1997: Drive
- 1997: Zum Teufel mit den Millionen (For Richer or Poorer)
- 2001: Pearl Harbor (Pearl Harbor)
- 2005: The Foreigner: Black Dawn (Black Dawn)
- 2006: X-Men: Der letzte Widerstand (X-Men: The Last Stand)
- 2006: She’s the Man – Voll mein Typ! (She’s the Man)
- 2010: Tekken
- 2010: Die! – Ein Spiel auf Leben und Tod (Die)
- 2011: Born to Race
- 2012: Battlestar Galactica: Blood & Chrome
- 2014: Wolves
- 2024: La Cocina – Der Geschmack des Lebens (La Cocina)

### Serien
- 1979: Der Vagabund – Die Abenteuer eines Schäferhundes (The Littlest Hobo, Folge 1x09)
- 1987: Hamilton’s Quest
- 1987: Nachtstreife (Night Heat, Folge 3x20)
- 1990: 21 Jump Street – Tatort Klassenzimmer (21 Jump Street, 2 Folgen)
- 1991: MacGyver (Folge 6x13)
- 1992: Raumschiff Enterprise – Das nächste Jahrhundert (Star Trek: The Next Generation, Folge 6x08)
- 1993–1994: Die Abenteuer des Brisco County jr. (The Adventures of Brisco County, Jr., 7 Folgen)
- 1995, 1997: Akte X – Die unheimlichen Fälle des FBI (The X-Files, 3 Folgen)
- 1996: Outer Limits – Die unbekannte Dimension (The Outer Limits, Folge 2x19)
- 1998–1999: The Crow – Die Serie (The Crow: Stairway to Heaven, 4 Folgen)
- 1999–2001: Jack & Jill (4 Folgen)
- 2000: Emergency Room – Die Notaufnahme (ER, Fernsehserie, Folge 7x05 Aus der Bahn geworfen)
- 2003: 24 (Folge 3x05)
- 2003–2004: Jeremiah – Krieger des Donners (Jeremiah, 6 Folgen)
- 2005–2006: Battlestar Galactica (2 Folgen)
- 2006–2007: Brothers & Sisters (28 Folgen)
- 2007: Everest – Wettlauf in den Tod (Everest, Miniserie)
- 2008: Cold Case – Kein Opfer ist je vergessen (Cold Case, Folge 5x16)
- 2009: Terminator: The Sarah Connor Chronicles
- 2009: Bones – Die Knochenjägerin (Bones, Folge 4x19)
- 2009: Lie to Me (Folge 2x02)
- 2010: White Collar (Folge 2x05)
- 2010: Criminal Minds (Folge 5x13)
- 2010: Caprica (6 Folgen)
- 2010: CSI: Den Tätern auf der Spur (CSI: Crime Scene Investigation, Fernsehserie, Episode 10x17)
- 2010: Lost (Folge 6x17)
- 2010: Castle (Folge 3x08)
- 2011–2012: Alphas (10 Folgen)
- 2012: Grimm (Folge 2x03)
- 2013: Deception (5 Folgen)
- 2013: Burn Notice (6 Folgen)
- 2013: Once Upon a Time – Es war einmal … (Once Upon a Time, Folge 2x17)
- 2013: Motive (Folge 1x08)
- 2014–2018: The Last Ship (26 Folgen)
- 2015–2018: Suits (14 Folgen)
- 2016: Queen of the South (4 Folgen)
- 2017: Marvel’s Agents of S.H.I.E.L.D. (3 Folgen)
- 2017–2018, 2020: The 100 (11 Folgen)
- 2019: The Blacklist (Folge 7x04)